# Schlegelberg (Goldkronach)
Schlegelberg ist ein Gemeindeteil der Stadt Goldkronach im Landkreis Bayreuth (Oberfranken, Bayern). Schlegelberg liegt in der Gemarkung Brandholz.

## Geografie
Die Einöde liegt am Südhang eines Berges, der zu den Ausläufern des Fichtelgebirges zählt. Ein Anliegerweg führt nach Sickenreuth (0,2 km nördlich).

## Geschichte
Schlegelberg wurde im Jahre 1692 erstmals urkundlich erwähnt. Der Ort gehörte zur Realgemeinde Sickenreuth. Gegen Ende des 18. Jahrhunderts bestand Schlegelberg aus einem Anwesen. Die Hochgerichtsbarkeit stand dem bayreuthischen Stadtvogteiamt Goldkronach zu. Das Rittergut Goldkronach war Grundherr des Söldengutes.
Von 1797 bis 1810 unterstand Schlegelberg dem Justiz- und Kammeramt Gefrees. Infolge des Ersten Gemeindeedikts wurde Schlegelberg dem 1812 gebildeten Steuerdistrikt Goldkronach und der zugleich entstandenen Ruralgemeinde Sickenreuth zugewiesen. Mit dem Zweiten Gemeindeedikt (1818) wurde Schlegelberg in die Ruralgemeinde Brandholz eingegliedert. Im Zuge der Gebietsreform in Bayern wurde Schlegelberg am 1. Mai 1978 nach Goldkronach eingemeindet.

### Einwohnerentwicklung
| Jahr      | 001818 | 001819 | 001861 | 001871 | 001885 | 001900 | 001925 | 001950 | 001961 | 001970 | 001987 |
| Einwohner | *      | *      | 10     | 8      | 12     | 5      | 7      | *      | *      | *      | *      |
| Häuser    | *      |        |        |        | 2      | 1      | 1      | *      | *      |        | *      |
| Quelle    | [ 6 ]  | [ 9 ]  | [ 10 ] | [ 11 ] | [ 12 ] | [ 13 ] | [ 14 ] | [ 15 ] | [ 16 ] | [ 17 ] | [ 18 ] |

## Religion
Schlegelberg ist evangelisch-lutherisch geprägt und ist bis heute nach St. Erhard (Goldkronach) gepfarrt.